# Moncef Marzouki
Moncef Marzouki, född 7 juli 1945 i Grombalia i guvernementet Nabeul, är en tunisisk människorättsaktivist, läkare och politiker som var landets president 2011–2014. Marzouki var med och grundade det sekulära vänstermittenpartiet Republikanska kongresspartiet som tillsammans med socialdemokratiska Ettakatol och islamistiska Ennahda ledde den övergångsregering som röstades fram den 23 oktober 2011. Övergångsregeringen ledde arbetet med att ta fram en ny tunisisk konstitution. 
Den 13 december 2011 svors Marzouki in som landets förste demokratiskt valda president. I samband med det höll han ett mycket känsloladdat tal som visades på tunisisk tv. I presidentvalet i december 2014 besegrades han av Beji Caid Essebsi. 
Marzouki har fått både kritik och beröm för sitt samarbete med det högerorienterade islamistiska partiet Ennahda. Han har konsekvent motsatt sig en militär intervention i Syrien. Han har också markerat mot religiös extremism i Tunisien.
Efter att Tunisiens president Kaïs Saïed i juli 2021 upplöste parlamentet och avskedade premiärminister Hichem Mechichi kritiserade Marzouki öppet presidentens agerande och kallade det för en kupp. I oktober samma år vädjade Marzouki till Frankrikes regering att inte stödja vad han kallade Saïeds "diktatoriska regim". Strax därefter beordrade Saïed att Marzouki skulle utredas för konspiration mot statens säkerhet. Saïed sade också att Marzouki var Tunisiens värsta fiende. I november 2021 utfärdade en tunisisk domare en internationell arresteringsorder för Moncef Marzouki. Det gavs då inga detaljer om anklagelserna, men nyhetsmedia har satt det i samband med den tidigare utredningen.